# Adrián Fernández
José Adrián Fernández Mier, conhecido apenas por Adrián Fernández (Cidade do México, 20 de abril de 1965) é um automobilista mexicano.

## Biografia
Em seu Twitter, Adrián se descreve como "pai, casado com uma garota maravilhosa, ex-piloto e chefe de equipe. Carreira de mais de 3 décadas." (original em inglês: Father, married to a beautiful girl, former Race Car Driver & Team Owner. Career extends to over 3 decades.)
No ano de 2005 contraiu matrimônio com a modelo colombiana Catalina Maya, após conhecê-la numa corrida de kart de famosos, organizada pelo colombiano Juan Pablo Montoya para beneficência. O casal teve dois filhos: Valentina e Niko.
Em maio de 2018, casou com a ex- Miss Internacional Priscila Perales numa cerimônia realizada em Miami, cidade onde o casal vive. O casal tem um filho, Adrián, nascido em outubro de 2020.  

## Carreira como piloto
Correu na Champ Car de 1993 a 2002, tendo participado de 179 corridas, vencendo 8 e sendo o pole em outras 4. A sua melhor temporada foi a do ano 2000, quando foi vice-campeão atrás do campeão Gil de Ferran. Em 2003 e 2004 participou da IRL, vencendo três provas na última temporada, nos ovais de Kentucky, Chicagoland e Fontana(California). Em 2005 disputou a Nascar Nextel Series. Desde 2006 disputava provas na American Le Mans Series.
Alguns de seus companheiros de equipe foram o italiano Max Papis, os japoneses Shinji Nakano, Kosuke Matsuura, Roberto Moreno e o também mexicano Luis Díaz.
Fernández foi uma peça importante para que o automobilismo de primeira categoria regressasse ao México, logo após a Fórmula 1 deixar de correr no país em 1993. Colaborou para que a Champ Car e a NASCAR tivessem etapas no México.
Adrián é considerado um dos melhores pilotos de carros mexicanos de todos os tempos, ao lado de grandes nomes do volante como Pedro Rodríguez, Moisés Solana e Guillermo Rojas.

## Resultados nas 24 Horas de Le Mans
| Ano  | Pos | Classe    | Classe Pos. | Nº  | Equipe                           | Pilotos                                      | Chassis                     | Pneus | Voltas |
| Ano  | Pos | Classe    | Classe Pos. | Nº  | Equipe                           | Pilotos                                      | Motor                       | Pneus | Voltas |
| ---- | --- | --------- | ----------- | --- | -------------------------------- | -------------------------------------------- | --------------------------- | ----- | ------ |
| 2012 | 19  | LMGTE Pro | 3           | 97  | Aston Martin Racing              | Stefan Mücke Adrián Fernández Darren Turner  | Aston Martin Vantage GTE    | M     | 332    |
| 2012 | 19  | LMGTE Pro | 3           | 97  | Aston Martin Racing              | Stefan Mücke Adrián Fernández Darren Turner  | Aston Martin 4.5 L V8       | M     | 332    |
| 2011 | 56  | LMP1      | 17          | 009 | Aston Martin Racing              | Harold Primat Adrián Fernández Andy Meyrick  | Aston Martin AMR-One        | M     | 2      |
| 2011 | 56  | LMP1      | 17          | 009 | Aston Martin Racing              | Harold Primat Adrián Fernández Andy Meyrick  | Aston Martin 2.0 L Turbo I6 | M     | 2      |
| 2010 | 6   | LMP1      | 5           | 007 | Aston Martin Racing              | Harold Primat Stefan Mücke Adrián Fernández  | Lola-Aston Martin B09/60    | M     | 365    |
| 2010 | 6   | LMP1      | 5           | 007 | Aston Martin Racing              | Harold Primat Stefan Mücke Adrián Fernández  | Aston Martin 6.0 L V12      | M     | 365    |
| 2007 | 27  | LMP2      | 2           | 33  | Barazi-Epsilon Zytek Engineering | Adrian Fernández Haruki Kurosawa Robbie Kerr | Zytek 07S/2                 | M     | 301    |
| 2007 | 27  | LMP2      | 2           | 33  | Barazi-Epsilon Zytek Engineering | Adrian Fernández Haruki Kurosawa Robbie Kerr | Zytek ZG348 3.4L V8         | M     | 301    |

## Resultados

### IndyCar Series
| Ano  | Equipe    | Chassis | Motor | Pneus | GP's | Vitórias | Poles | Pontos | Classificação |
| ---- | --------- | ------- | ----- | ----- | ---- | -------- | ----- | ------ | ------------- |
| 2005 | Fernandez | Panoz   | Honda | F     | 1    | 0        | 0     | 16     | 29º           |
| 2004 | Fernandez | G-Force | Honda | F     | 16   | 3        | 0     | 445    | 5º            |

### Champ Car
| Ano  | Equipe    | Chassis | Motor     | Pneus | GP's | Vitórias | Poles | Pontos | Classificação |
| ---- | --------- | ------- | --------- | ----- | ---- | -------- | ----- | ------ | ------------- |
| 2003 | Fernandez | Lola    | Honda     | B     | 18   | 1        | 1     | 105    | 8º            |
| 2002 | Fernandez | Lola    | Honda     | B     | 15   | 0        | 2     | 59     | 14º           |
| 2001 | Fernandez | Reynard | Honda     | F     | 20   | 0        | 0     | 45     | 18º           |
| 2000 | Patrick   | Reynard | Ford      | F     | 20   | 2        | 0     | 158    | 2º            |
| 1999 | Patrick   | Reynard | Ford      | F     | 16   | 2        | 0     | 140    | 6º            |
| 1998 | Patrick   | Reynard | Ford      | F     | 19   | 2        | 1     | 154    | 4º            |
| 1997 | Tasman    | Lola    | Honda     | F     | 17   | 0        | 0     | 27     | 18º           |
| 1996 | Tasman    | Lola    | Honda     | F     | 15   | 1        | 0     | 71     | 12º           |
| 1995 | Galles    | Lola    | Ilmor     | G     | 17   | 0        | 0     | 66     | 12º           |
| 1994 | Galles    | Reynard | Ilmor     | G     | 1    | 0        | 0     | 46     | 13º           |
| 1994 | Galles    | Reynard | Chevrolet | G     | 15   | 0        | 0     | 46     | 13º           |
| 1993 | Galles    | Lola    | Chevrolet | G     | 5    | 0        | 0     | 7      | 24º           |